# شنا در المپیک تابستانی ۱۹۹۶
شنا یکی از ورزش‌های بازی‌های المپیک تابستانی ۱۹۹۶ بوده که در دو بخش مردان و زنان برگزار شده است.
در مجموع ۷۶۲ شناگر از ۱۱۷ کشور جهان در این مسابقات شرکت کرده‌اند.

## جدول مدال‌ها
| رتبه            | کشور                      | طلا | نقره | برنز | مجموع |
| --------------- | ------------------------- | --- | ---- | ---- | ----- |
| ۱               | ایالات متحده آمریکا (USA) | ۱۳  | ۱۱   | ۲    | ۲۶    |
| ۲               | روسیه (RUS)               | ۴   | ۲    | ۲    | ۸     |
| ۳               | مجارستان (HUN)            | ۳   | ۱    | ۲    | ۶     |
| ۴               | ایرلند (IRL)              | ۳   | ۰    | ۱    | ۴     |
| ۵               | استرالیا (AUS)            | ۲   | ۴    | ۶    | ۱۲    |
| ۶               | آفریقای جنوبی (RSA)       | ۲   | ۰    | ۱    | ۳     |
| ۷               | نیوزیلند (NZL)            | ۲   | ۰    | ۰    | ۲     |
| ۸               | چین (CHN)                 | ۱   | ۳    | ۲    | ۶     |
| ۹               | بلژیک (BEL)               | ۱   | ۰    | ۰    | ۱     |
| ۹               | کاستاریکا (CRC)           | ۱   | ۰    | ۰    | ۱     |
| ۱۱              | آلمان (GER)               | ۰   | ۵    | ۷    | ۱۲    |
| ۱۲              | برزیل (BRA)               | ۰   | ۱    | ۲    | ۳     |
| ۱۲              | کانادا (CAN)              | ۰   | ۱    | ۲    | ۳     |
| ۱۴              | بریتانیای کبیر (GBR)      | ۰   | ۱    | ۱    | ۲     |
| ۱۴              | کوبا (CUB)                | ۰   | ۱    | ۱    | ۲     |
| ۱۶              | سوئد (SWE)                | ۰   | ۱    | ۰    | ۱     |
| ۱۶              | فنلاند (FIN)              | ۰   | ۱    | ۰    | ۱     |
| ۱۸              | هلند (NED)                | ۰   | ۰    | ۲    | ۲     |
| ۱۹              | ایتالیا (ITA)             | ۰   | ۰    | ۱    | ۱     |
| مجموع (۱۹ کشور) | مجموع (۱۹ کشور)           | ۳۲  | ۳۲   | ۳۲   | ۹۶    |

## نتایج

### مردان
| بازی‌ها                 | طلا | طلا          | نقره | نقره     | برنز | برنز     |
| ۵۰ متر آزاد            | الکساندر پوپوف · روسیه | ۲۲٫۱۳        | گری هال جونیور · ایالات متحده آمریکا | ۲۲٫۲۶    | فرناندو شرر · برزیل                                                                                         | ۲۲٫۲۹    |
| ۱۰۰ متر آزاد           | الکساندر پوپوف · روسیه | ۴۸٫۷۴        | گری هال جونیور · ایالات متحده آمریکا | ۴۸٫۸۱    | گوستاو بورجز · برزیل                                                                                        | ۴۹٫۰۲    |
| ۲۰۰ متر آزاد           | دانیون لودر · نیوزیلند | ۱:۴۷٫۶۳      | گوستاو بورجز · برزیل | ۱:۴۸٫۰۸  | دنیل کوالسکی · استرالیا                                                                                     | ۱:۴۸٫۲۵  |
| ۴۰۰ متر آزاد           | دانیون لودر · نیوزیلند | ۳:۴۷٫۹۷      | پل پالمر · بریتانیای کبیر | ۳:۴۹٫۰۰  | دنیل کوالسکی · استرالیا                                                                                     | ۳:۴۹٫۳۹  |
| ۱۵۰۰ متر آزاد          | کیرن پرکینز · استرالیا | ۱۴:۵۶٫۴۰     | دنیل کوالسکی · استرالیا | ۱۵:۰۲٫۴۳ | گریم اسمیت · بریتانیای کبیر                                                                                 | ۱۵:۰۲٫۴۸ |
| ۱۰۰ متر کرال پشت       | جف روز · ایالات متحده آمریکا | ۵۴٫۱۰        | رودولف فالکون · کوبا | ۵۴٫۹۸    | نایسر بنت · کوبا                                                                                            | ۵۵٫۰۲    |
| ۲۰۰ متر کرال پشت       | براد بریجواتر · ایالات متحده آمریکا                                                                                                 | ۱:۵۸٫۵۴      | تریپ شونک · ایالات متحده آمریکا | ۱:۵۸٫۹۹  | امانوئله مریسی · ایتالیا                                                                                    | ۱:۵۹٫۱۸  |
| ۱۰۰ متر قورباغه        | فردریک دیباگریو · بلژیک | ۱:۰۰٫۶۵      | جرملی لین · ایالات متحده آمریکا | ۱:۰۰٫۷۷  | مارک وارنک · آلمان                                                                                          | ۱:۰۱٫۳۳  |
| ۲۰۰ متر قورباغه        | نوربرت روژا · مجارستان | ۲:۱۲٫۵۷      | کاروی گوتلر · مجارستان | ۲:۱۳٫۰۳  | آندری کورنیف · روسیه                                                                                        | ۲:۱۳٫۱۷  |
| ۱۰۰ متر پروانه         | دنیس پانکراتوف · روسیه | 52.27 (WR)   | اسکات میلر · استرالیا | ۵۲٫۵۳    | ولادیلاو کالیکف · روسیه                                                                                     | ۵۳٫۱۳    |
| ۲۰۰ متر پروانه         | دنیس پانکراتوف · روسیه | ۱:۵۶٫۵۱      | تام مالچو · ایالات متحده آمریکا | ۱:۵۷٫۴۴  | اسکات گودمن · استرالیا                                                                                      | ۱:۵۷٫۴۸  |
| ۲۰۰ متر مختلط انفرادی  | آتیلا تسنه · مجارستان | 1:59.91 (OR) | یانی سیوینن · فنلاند | ۲:۰۰٫۱۳  | کورتیز مایدن · کانادا                                                                                       | ۲:۰۱٫۱۳  |
| ۴۰۰ متر مختلط انفرادی  | تام دولان · ایالات متحده آمریکا | ۴:۱۴٫۹۰      | اریک نیمسنیک · ایالات متحده آمریکا | ۴:۱۵٫۲۵  | کورتیز مایدن · کانادا                                                                                       | ۴:۱۶٫۲۸  |
| ۴×۱۰۰ متر آزاد امدادی  | ایالات متحده آمریکا (USA) · جان اولسن · جاش دیویس · براد شوماخر · گری هال جونیور · دیوید فوکس* · اسکات تاکر*                        | 3:15.41 (OR) | روسیه (RUS) · رومن یگوروف · الکساندر پوپوف · ولادیمیر پردکین · ولادیمیر پیشننکو · دنیس پیمانکوف*                                        | ۳:۱۷٫۰۶  | آلمان (GER) · کریستیان تروگر · بنگت زیراسکی · بیورن زیکارسکی · مارک پینگر · الکساندر لودریتز*               | ۳:۱۷٫۲۰  |
| ۴×۲۰۰ متر آزاد امدادی  | ایالات متحده آمریکا (USA) · جاش دیویس · جو هادپول · براد شوماخر · رایان بروب · جان اولسن*                                           | ۷:۱۴٫۸۴      | سوئد (SWE) · کریستر والین · آندرس هولمچ · لارس فرولاندر · آندرش لیربرینگ                                                                | ۷:۱۷٫۵۶  | آلمان (GER) · آیمو هیلمان · کریستین کلر · کریستیان تروگر · استفن زسنر · کونستانتین دوبروین* · اولیور لامپه* | ۷:۱۷٫۷۱  |
| ۴×۱۰۰ متر مختلط امدادی | ایالات متحده آمریکا (USA) · جف روز · جرملی لین · مارک هندرسون · گری هال جونیور · جاش دیویس* · کورت گروت* · جان هارگیس* · تریپ شونک* | 3:34.84 (WR) | روسیه (RUS) · ولادیمیر سلکوف · استانیسلاو لوپاخوف · دنیس پانکراتوف · الکساندر پوپوف · رومن ایوانوسکی* · ولادیلاو کالیکف* · رومن یگوروف* | ۳:۳۷٫۵۵  | استرالیا (AUS) · استیون دویک · فیل راجرز · اسکات میلر · مایکل کلیم · توبی هانن*                             | ۳:۳۹٫۵۶  |

* Swimmers who participated in the heats only and received medals.

### زنان
| بازی‌ها                 | طلا | طلا          | نقره | نقره    | برنز                                                                                             | برنز    |
| ۵۰ متر آزاد            | ایمی ون دایکن · ایالات متحده آمریکا | ۲۴٫۸۷        | لی جینگی · چین                                                                                            | ۲۴٫۹۰   | ساندرا وولکر · آلمان                                                                             | ۲۵٫۱۴   |
| ۱۰۰ متر آزاد           | لی جینگی · چین | 54.50 (OR)   | ساندرا وولکر · آلمان                                                                                      | ۵۴٫۸۸   | آنجل مارتینو · ایالات متحده آمریکا                                                               | ۵۴٫۹۳   |
| ۱۰۰ متر آزاد           | کلودیا پول · کاستاریکا | ۱:۵۸٫۱۶      | فرانزیسکا فان آلمزیک · آلمان                                                                              | ۱:۵۸٫۵۷ | داگمر هاس · آلمان                                                                                | ۱:۵۹٫۵۶ |
| ۴۰۰ متر آزاد           | میشل اسمیت · ایرلند | ۴:۰۷٫۲۵      | داگمر هاس · آلمان                                                                                         | ۴:۰۸٫۳۰ | کیرستن فلیخویش · هلند                                                                            | ۴:۰۸٫۷۰ |
| ۸۰۰ متر آزاد           | بروک بنیت · ایالات متحده آمریکا | ۸:۲۷٫۸۹      | داگمر هاس · آلمان                                                                                         | ۸:۲۹٫۹۱ | کیرستن فلیخویش · هلند                                                                            | ۸:۳۰٫۸۴ |
| ۱۰۰ متر کرال پشت       | بت بتسفورد · ایالات متحده آمریکا | ۱:۰۱٫۱۹      | ویتنی هجپت · ایالات متحده آمریکا                                                                          | ۱:۰۱٫۴۷ | ماریانه کریل · آفریقای جنوبی                                                                     | ۱:۰۲٫۱۲ |
| ۲۰۰ متر کرال پشت       | کریستینا اگرسگی · مجارستان | ۲:۰۷٫۸۳      | ویتنی هجپت · ایالات متحده آمریکا                                                                          | ۲:۱۱٫۹۸ | کتلین روند · آلمان                                                                               | ۲:۱۲٫۰۶ |
| ۱۰۰ متر قورباغه        | پنه‌لوپه هینز · آفریقای جنوبی | ۱:۰۷٫۷۳      | آماندا بیرد · ایالات متحده آمریکا                                                                         | ۱:۰۸٫۰۹ | سامانتا رایلی · استرالیا                                                                         | ۱:۰۹٫۱۸ |
| ۲۰۰ متر قورباغه        | پنه‌لوپه هینز · آفریقای جنوبی | 2:25.41 (OR) | آماندا بیرد · ایالات متحده آمریکا                                                                         | ۲:۲۵٫۷۵ | اگنش کواچ · مجارستان                                                                             | ۲:۲۶٫۵۷ |
| ۱۰۰ متر پروانه         | ایمی ون دایکن · ایالات متحده آمریکا | ۵۹٫۱۳        | لیو لیمین · چین                                                                                           | ۵۹٫۱۴   | آنجل مارتینو · ایالات متحده آمریکا                                                               | ۵۹٫۲۳   |
| ۲۰۰ متر پروانه         | سوزی اونیل · استرالیا | ۲:۰۷٫۷۶      | پتریا توماس · استرالیا                                                                                    | ۲:۰۹٫۸۲ | میشل اسمیت · ایرلند                                                                              | ۲:۰۹٫۹۱ |
| ۲۰۰ متر مختلط انفرادی  | میشل اسمیت · ایرلند | ۲:۱۳٫۹۳      | ماریان لیمپرت · کانادا                                                                                    | ۲:۱۴٫۳۵ | لین لی · چین                                                                                     | ۲:۱۴٫۷۴ |
| ۴۰۰ متر مختلط انفرادی  | میشل اسمیت · ایرلند | ۴:۳۹٫۱۸      | آلیسون وانگر · ایالات متحده آمریکا                                                                        | ۴:۴۲٫۰۳ | کریستینا اگرسگی · مجارستان                                                                       | ۴:۴۲٫۵۳ |
| ۴×۱۰۰ متر آزاد امدادی  | ایالات متحده آمریکا (USA) · آنجل مارتینو · ایمی ون دایکن · کاترین فاکس · جنی تامپسون · لیسا جیکوب* · ملانی والریو*                               | 3:39.29 (OR) | چین (CHN) · لی جینگی · چائو نا · نیان یون · شان یینگ                                                      | ۳:۴۰٫۴۸ | آلمان (GER) · ساندرا وولکر · سیمون اوسیگوس · آنتیه بوشچولته · فرانزیسکا فان آلمزیک · میک فریتاگ* | ۳:۴۱٫۴۸ |
| ۴×۲۰۰ متر آزاد امدادی  | ایالات متحده آمریکا (USA) · ترینا جکسون · کریستینا تیوشر · شیلا تائورمینا · جنی تامپسون · لیسا جیکوب* · آنت سالمین* · اشلی ویتنی*                | 7:59.87 (OR) | آلمان (GER) · فرانزیسکا فان آلمزیک · کرستین کیلگاس · آنکه شولز · داگمر هاس · میک فریتاگ* · سیمون اوسیگوس* | ۸:۰۱٫۵۵ | استرالیا (AUS) · جولیا گرویل · نیکول لیوینگستون · اما جانسون · سوزی اونیل · لیز مکی*             | ۸:۰۵٫۴۷ |
| ۴×۱۰۰ متر مختلط امدادی | ایالات متحده آمریکا (USA) · بت بتسفورد · آماندا بیرد · آنجل مارتینو · ایمی ون دایکن · کاترین فاکس* · ویتنی هجپت* · کریستین کوانس* · جنی تامپسون* | ۴:۰۲٫۸۸      | استرالیا (AUS) · نیکول لیوینگستون · سامانتا رایلی · سوزی اونیل · سارا ریان · هلن دنمان* · آنجلا کندی*     | ۴:۰۵٫۰۸ | چین (CHN) · چن یان · هان شوئه · کای هویجوئه · شان یینگ                                           | ۴:۰۷٫۳۴ |

* Swimmers who participated in the heats only and received medals.

## کشورهای شرکت‌کننده
- الجزایر (۱)
- آندورا (۲)
- آنگولا (۱)
- آرژانتین (۷)
- ارمنستان (۱)
- استرالیا (۳۳)
- اتریش (۴)
- جمهوری آذربایجان (۱)
- باهاما (۱)
- باربادوس (۲)
- بنگلادش (۱)
- بلژیک (۴)
- بلاروس (۱۰)
- بولیوی (۲)
- بوسنی و هرزگوین (۲)
- برزیل (۱۰)
- بلغارستان (۱)
- کامبوج (۲)
- کانادا (۲۷)
- شیلی (۱)
- چین (۲۱)
- چین تایپه (۸)
- کلمبیا (۵)
- جمهوری کنگو (۲)
- کاستاریکا (۳)
- کرواسی (۱۱)
- کوبا (۳)
- قبرس (۲)
- جمهوری چک (۱۰)
- دانمارک (۱۰)
- دومینیکا (۱)
- اکوادور (۵)
- مصر (۲)
- السالوادور (۲)
- استونی (۱)
- فیجی (۲)
- فنلاند (۱۲)
- فرانسه (۲۵)
- آلمان (۲۸)
- بریتانیای کبیر (۲۸)
- یونان (۸)
- گوآم (۲)
- گواتمالا (۲)
- هائیتی (۱)
- هندوراس (۱)
- هنگ کنگ (۳)
- مجارستان (۲۱)
- ایسلند (۳)
- هند (۲)
- اندونزی (۱)
- ایران (۱)
- ایرلند (۵)
- اسرائیل (۴)
- ایتالیا (۱۴)
- جامائیکا (۱)
- ژاپن (۲۷)
- اردن (۲)
- قزاقستان (۷)
- قرقیزستان (۱۲)
- کویت (۳)
- لتونی (۴)
- لیتوانی (۸)
- مقدونیه (۴)
- ماداگاسکار (۲)
- مالدیو (۱)
- مالزی (۵)
- مالت (۱)
- مولداوی (۵)
- موریس (۲)
- مکزیک (۲)
- موناکو (۱)
- موزامبیک (۱)
- نامیبیا (۲)
- نپال (۲)
- هلند (۲۰)
- آنتیل هلند (۱)
- نیوزیلند (۱۴)
- نیکاراگوئه (۱)
- نروژ (۵)
- عمان (۱)
- پاکستان (۱)
- پاناما (۲)
- پاراگوئه (۲)
- پرو (۲)
- فیلیپین (۲)
- لهستان (۱۱)
- پرتغال (۱۲)
- پورتوریکو (۷)
- رومانی (۱۴)
- روسیه (۳۰)
- سان مارینو (۱)
- صربستان و مونته‌نگرو (۴)
- سیشل (۱)
- سیرالئون (۱)
- سنگاپور (۵)
- اسلوونی (۵)
- اسلواکی (۳)
- آفریقای جنوبی (۷)
- کره جنوبی (۲۰)
- اسپانیا (۱۸)
- سورینام (۴)
- سوازیلند (۱)
- سوئد (۱۸)
- سوئیس (۵)
- سوریه (۱)
- تایلند (۶)
- ترینیداد و توباگو (۲)
- ترکیه (۴)
- اوکراین (۱۳)
- ایالات متحده آمریکا (۴۴)
- جزایر ویرجین (۱)
- امارات متحده عربی (۱)
- اروگوئه (۲)
- ازبکستان (۶)
- ونزوئلا (۷)
- ویتنام (۲)
- زیمبابوه (۱)